# ایلیا ساولف
ایلیا ساولف (روسی: Илья Савельев) بازیکن والیبال بازنشسته اهل روسیه است.
ساولف با روسیه در المپیک تابستانی ۲۰۰۰ حضور داشت.